# 查尔斯·格林 (田径运动员)
查尔斯·格林（英語：Charles Greene，1945年3月21日—2022年3月14日），美国男子田径运动员，主攻短跑。他曾代表美国参加1968年夏季奥林匹克运动会田径比赛，获得一枚金牌和一枚铜牌。